# Tschuktschensee

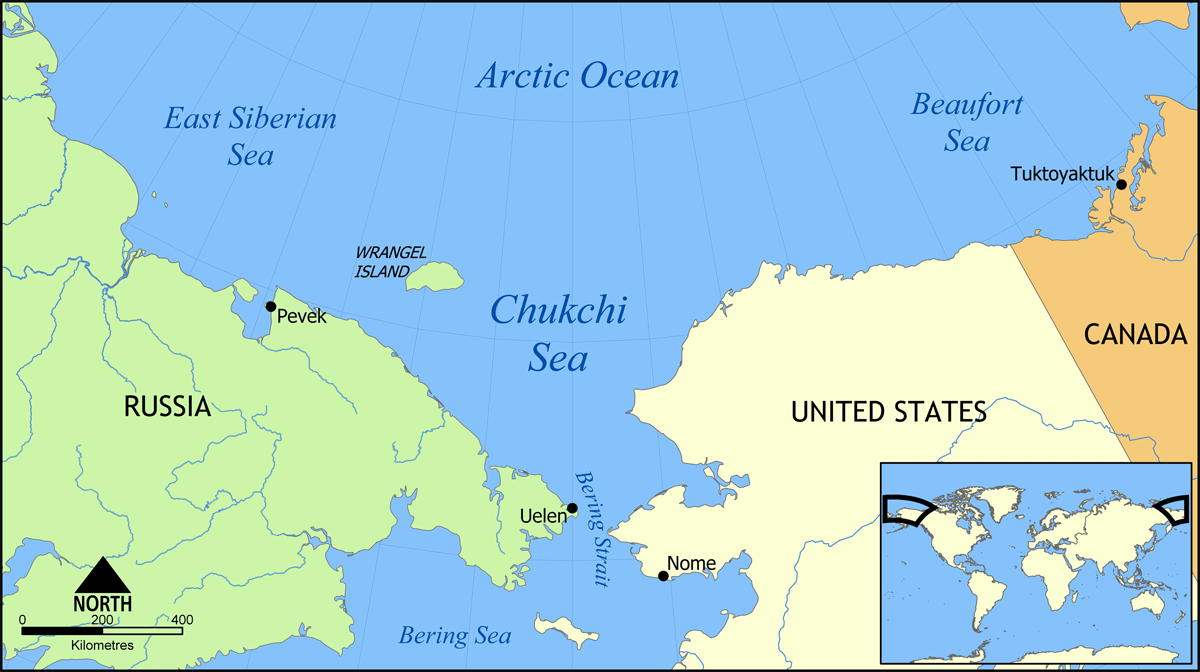
Die Tschuktschensee zwischen Sibirien und Alaska

Die Tschuktschensee (engl. Chukchi Sea, russ. Чуко́тское мо́ре/Tschukotskoje more) ist ein Randmeer des Nordpolarmeeres.
Die Tschuktschensee liegt nördlich der Beringstraße an der Grenze von Amerika und Asien und erstreckt sich unmittelbar nördlich des Polarkreises von etwa 66,5° bis 80° nördlicher Breite und von 160° bis 180° westlicher Länge.  Die Fläche beträgt rund 582.000 km².
Im Norden geht die Tschuktschensee in das „Eismeer“ über und grenzt im Nordwesten an die Wrangelinsel und über die Longstraße an die Ostsibirische See. Im Osten stößt sie an Nordwest-Alaska (USA) und im Nordosten an die Beaufortsee. Im Süden grenzt sie an die Beringstraße, die zum Beringmeer überleitet. Die westliche Abgrenzung ist Ostsibirien (Russland, Asien); dort liegen die Tschuktschen-Halbinsel und das Ostsibirische Bergland. 
Das nach dem ostsibirischen Volk der Tschuktschen benannte Meer ist mit einer durchschnittlichen Tiefe von nur 77 Metern sehr flach. Nur in der Zeit von Juli bis Oktober ist sie  entlang der sibirischen Küste schiffbar. Zahlreiche Tier- und Vogelarten sind hier Sommergäste.

## Ölbohrungen
Der Schelf der Tschuktschensee wird auf bis zu 30 Milliarden Barrel Öl geschätzt. Im Februar 2008 gab die US-Regierung ein erfolgreiches Bieterverfahren für die Ausbeutung bekannt. Der Endpreis betrug 2,6 Milliarden US-Dollar. Die Auktion wurden von Umweltschützern kritisiert.
Von 2010 bis 2015 war Royal Dutch Shell in dem Gebiet aktiv und arbeitete an einer Ausbeutung der Ölvorkommen im arktischen Meer. Auch ConocoPhillips und Statoil Chart wollten ab 2014 beziehungsweise 2015 in der Tschuktschensee bohren. Für den russischen Teil der Tschuktschensee interessierten sich unter anderem Gazprom und seine internationalen Partner.
Die vergleichsweise teure Förderung in der Arktis steht in Konkurrenz zu dem durch Fracking gewonnenen Schiefergas und -öl in den USA. Nach dem Einbruch der Ölpreise 2015 wurden alle Aktivitäten sukzessive eingestellt.